# News Press
 (décembre 2021).
Si vous disposez d'ouvrages ou d'articles de référence ou si vous connaissez des sites web de qualité traitant du thème abordé ici, merci de compléter l'article en donnant les références utiles à sa vérifiabilité et en les liant à la section « Notes et références ».
News Press est une agence d'informations française, créée en 2001, qui diffuse les communiqués des organisations internationales et des acteurs de la vie sociale, économique, politique et culturelle sur un réseau de nombreux médias en France et à l'étranger. 
Diffusion de communiqués de presse, de dépêches et de nouvelles : France, monde, régions ; émis par : des institutions nationales et régionales avec un gros plan sur les organisations et la communauté internationales. Les fils sont publiées en deux éditions en langues française et anglaise.